# Вашингтон (округ Вілас, Вісконсин)
Вашингтон (англ. Washington) — місто (англ. town) в США, в окрузі Вілас штату Вісконсин. Населення — 1587 осіб (2020).

## Демографія
Згідно з переписом 2010 року, у місті мешкала 1451 особа в 679 домогосподарствах у складі 463 родин. Було 2031 помешкання
Расовий склад населення:
| - 97,6 % — білих - 0,8 % — корінних американців - 0,5 % — азіатів - 0,1 % — вихідців з тихоокеанських островів |

До двох чи більше рас належало 1,0 %. Частка іспаномовних становила 0,8 % від усіх жителів.
За віковим діапазоном населення розподілялося таким чином: 15,7 % — особи молодші 18 років, 58,3 % — особи у віці 18—64 років, 26,0 % — особи у віці 65 років та старші. Медіана віку мешканця становила 51,9 року. На 100 осіб жіночої статі у місті припадало 104,4 чоловіків;  на 100 жінок у віці від 18 років та старших — 104,9 чоловіків також старших 18 років.
Середній дохід на одне домашнє господарство  становив 67 810 доларів США (медіана — 54 196), а середній дохід на одну сім'ю — 78 800 доларів (медіана — 68 229). Медіана доходів становила 45 179 доларів для чоловіків та 38 438 доларів для жінок. За межею бідності перебувало 8,5 % осіб, у тому числі 14,8 % дітей у віці до 18 років та 3,2 % осіб у віці 65 років та старших.
Цивільне працевлаштоване населення становило 752 особи. Основні галузі зайнятості: освіта, охорона здоров'я та соціальна допомога — 17,7 %, роздрібна торгівля — 12,8 %, будівництво — 11,7 %.